# Ritzgerode
Ritzgerode ist ein Ortsteil der Stadt Mansfeld im Landkreis Mansfeld-Südharz in Sachsen-Anhalt.

## Geografie
Ritzgerode liegt am östlichen Harzrand etwa 15 Kilometer nördlich von Sangerhausen.

## Geschichte
1046 wurde der Ort erstmals urkundlich erwähnt. Er gehörte später zum Amt Rammelburg.
Die Gemeinde wurde am 6. März 2009 nach Mansfeld eingemeindet und verlor dadurch ihre politische Selbständigkeit.

## Politik

### Wappen
Blasonierung: „In Blau zwei goldene bewurzelte Eichen mit silbernen Eicheln, darüber schwebend ein silberner Hühnenstein.“

## Sehenswürdigkeiten
Die Wassermühle im Tal der Eine ist ein voll funktionstüchtiges technisches Denkmal.